# Dietmar II. (Salzburg)

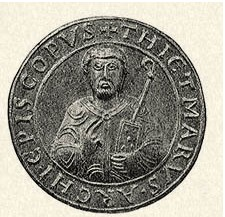
Münze mit dem Abbild Erzbischof Dietmars

Dietmar II. , auch Theotmar oder Thietmar († 28. Juli 1041 in Salzburg), war von 1025 bis zu seinem Tod Erzbischof von Salzburg.

## Leben
Dietmar empfing am 21. Dezember 1025, knapp zwei Monate nach dem Tod seines Vorgängers Gunther von Meißen, die erzbischöflichen Weihen und am 21. Juli 1026 vom Papst das Pallium. Zudem erhielt er 1027 als erster Salzburger Erzbischof die Erlaubnis, in dringenden Fällen, die keinen Aufschub zuließen, in seiner Diözese anstelle des Papstes zu entscheiden. Damit verbunden war das Recht zur Verwendung eines Vortragekreuzes und eines rotgezierten Pferdes an hohen Festtagen. Aus diesem Privileg entwickelte sich in der Folge die Legatenwürde des Erzbischofs als so genannter „geborener Legat“ (legatus natus), dem die Vollmacht eines päpstlichen Legaten kraft seines Amtes als Metropolit von Salzburg automatisch zukommt. Schon seit 1179 trugen die Salzburger Erzbischöfe als Zeichen ihrer besonderen Würde bei feierlichen Anlässen in ihrer Diözese auch den „Legatenpurpur“.
Gemeinsam mit König Konrad II. zog Dietmar 1027 nach Italien und wohnte dort der feierlichen Kaiserkrönung Konrads durch Papst Johannes XIX. bei. Der Salzburger Erzbischof nahm dabei auch an der dortigen päpstlichen Synode am 6. April teil und war auch in der Folge stets ein treuer Gefolgsmann seines Herrn und Kaisers. Dieser belohnte diese Dienste mit Schenkungen zweier Forstgebiete in Oberbayern und des breiten Auwaldsaumgebietes beiderseits der Salzach, das sich südlich der Stadt Salzburg bis zum Schwarzenbach bei Golling erstreckte (in dem er zuvor nur das Jagd- und Fischereirecht besessen hatte). Mit dem Nachfolger Konrads II., Heinrich III., traf Dietmar bereits wenige Monate nach dessen Amtsantritt zusammen und beteiligte sich auch noch 1040 am erfolglosen Feldzug des jungen Königs gegen Herzog Břetislav I. von Böhmen. Bald darauf starb der Erzbischof.